# マノン (映画)
『マノン』は、1981年公開の日本映画（劇場公開日は1981年9月26日）。フランスの小説家アベ・プレヴォーの『マノン・レスコー』が原作。第24回ブルーリボン賞助演男優賞（津川雅彦）、新人賞（佐藤浩市）受賞。

## キャスト
- 烏丸せつこ
- 津川雅彦
- 佐藤浩市
- 荒木一郎
- 伊佐山ひろ子
- ビートたけし
- ビートきよし
- 加茂さくら
- 河原崎長一郎
- 神太郎
- 花上晃
- 根岸一正

ほか

## スタッフ
- 監督・原案・脚本：東陽一
- 脚本：田中晶子
- 音楽：荒木一郎
- 主題歌：TENSAW「BIG BIRDを待たないで」（作詞：東陽一　作曲：荒木一郎）
- 撮影：川上皓市
- 美術：綾部郁郎
- 録音：久保田幸雄
- 編集：市原啓子
- 照明：磯崎英範
- 助監督：栗原剛志、新井慎一、杉本信昭
- タイトル・デザイン：小島武
- 現像：東洋現像所
- MA：東京テレビセンター
- スタジオ：にっかつ撮影所
- 制作：前田勝弘
- 企画：多賀祥介
- 製作：幻燈社